# Doug Altman

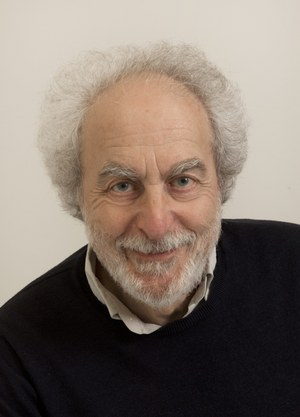
Doug Altman (2014)

Douglas Graham „Doug“ Altman (allgemein zitiert als Douglas G. Altman; * 12. Juli 1948 in London; † 3. Juni 2018 in Oxford) war ein britischer Statistiker und Professor für Statistik in der Medizin an der University of Oxford. Er widmete seine Karriere der Steigerung der Transparenz und Verbesserung der Qualität der klinischen Forschung.

## Leben und Werk
Doug Altman schloss 1970 sein Studium der Statistik an der University of Bath mit Auszeichnung ab. Er wechselte nach dem Studium zum Department of Community Medicine der St Thomas’ Hospital Medical School in London. Anschließend arbeitete er 11 Jahre lang für das Clinical Research Center des Medical Research Councils, wo er als statistischer Berater in einer Vielzahl von medizinischen Bereichen tätig war. 1988 wurde Doug Altman Leiter des neu gegründeten Medical Statistics Laboratory (heute Medical Statistics Group) des Imperial Cancer Research Fund (heute Cancer Research UK) und 1995 Gründungsdirektor des Centre for Statistics in Medicine (CSM) in Oxford. 1998 wurde er Professor für Statistik in der Medizin an der Universität Oxford. Altman war außerdem der statistische Chefberater des British Medical Journal. Altman war Fellow der Academy of Medical Sciences, eine Auszeichnung für Mediziner für die Exzellenz ihrer Wissenschaft, ihren Beitrag zu Medizin und Gesellschaft und den Umfang ihrer Leistungen, die von der Academy of Medical Sciences (Akademie der Medizinischen Wissenschaften) in Großbritannien verliehen wird sowie Fellow der Royal Statistical Society.
Altman war der Autor von über 450 Artikeln in statistischer Methodik, von denen 11 mehr als 1000 Mal zitiert wurden. Darunter befindet sich eine Lancet-Veröffentlichung, die über 23.000 Mal zitiert wurde und in den Nature Web of Science Top 100 der am häufigsten zitierten Forschungsarbeiten aller Zeiten den 29. Platz belegt.

## Arbeiten zur Integrität der Forschung
Altman galt als führender Experte für die Durchführung und die Berichterstattung in der Gesundheitsforschung und spielte eine wichtige Rolle bei der Festlegung besserer Standards. Er war einer der Mitbegründer des EQUATOR-Netzwerks (für Enhancing the QUAlity and Transparency Of health Research), einer internationalen Initiative, die darauf abzielt, die Zuverlässigkeit und den Wert der veröffentlichten Literatur zur Gesundheitsforschung zu verbessern und seit 1999 Mitglied der CONSORT-Gruppe, die es sich zur Aufgabe gemacht hat, Forschern eine standardisierte Möglichkeit zur Meldung von Studien anzubieten. Er war auch einer der ursprünglichen Autoren des IDEAL-Frameworks zur Verbesserung der chirurgischen Forschung.

## Ehrungen
Altman wurde 1997 von der Royal Statistical Society für seine Beiträge zur medizinischen Statistik mit der Bradford Hill-Medaille und im selben Jahr mit einem Doctor of Science der University of London ausgezeichnet. 2015 wurde ihm von der Universität Utrecht der Ehrendoktortitel verliehen. Zum Gedenken an seine Beiträge in der medizinischen Forschung vergibt The BMJ und das Oxford Centre for Evidence Based Medicine jährlich das „Doug Altman Scholarship“.

## Werke (Auswahl)
- Douglas G. Altman: Practical Statistics for Medical Research, Chapman & Hall, Monographs on Statistics and Applied Probability, 1991, ISBN 978-1-58488-039-4
- Martin J. Gardner, Douglas G. Altman (Hrsg.): Statistics with confidence. Confidence intervals and statistical guidelines. British Medical Journal, 1989, ISBN 0-7279-0222-9